# Gauche démocratique (Chambre des députés)
Pour les articles homonymes, voir Gauche démocratique.
La Gauche démocratique (GD) est le nom de trois groupes parlementaires français aux positionnements politiques différents, formés sous la Troisième République, à la Chambre des députés.

## Premier groupe 1898-1902
C'est le nom que se sont donné les membres de l'ancienne Gauche radicale entre 1898 et 1902.
Il rassemble les radicaux modérés et les opportunistes radicalisant et regroupe environ 150 députés  après les législatives de 1898. 
Avec les radicaux-socialistes et les socialistes ils soutiendront le Gouvernement de Défense républicaine contre les monarchistes, les nationalistes et les anciens opportunistes mélinistes qui par ce vote basculent à droite.
Après les élections de 1902, ce groupe reprend le nom de Gauche radicale.

## Deuxième groupe 1905-1914
Le 3 février 1905, l'aile favorable au gouvernement Combes et au Bloc des gauches du groupe de l'Union démocratique scissionne et crée un nouveau groupe orienté à gauche.
Également appelé « groupe Jean Codet », du nom de son président. Il compte alors une quarantaine de membres.
Bureau du groupe : 
- Président : Jean Codet
- Vice-président : Alfred Muteau
- Secrétaires : François Carpot et Émile Cère
- Questeur : Louis d'Iriart d'Etchepare

Tous occupaient le même poste au sein de l'Union démocratique, sauf Jean Codet qui n'en était que vice-président.
Ses membres appartiennent à l'aile gauche de l'Alliance républicaine démocratique, ainsi qu'au radicaux les plus modérés.
Il se situe alors légèrement plus à droite que le groupe de la Gauche démocratique du Sénat, plus proche des radicaux.
En 1910 il est reconduit et compte entre 72 et 78 membres au cours de la législature. Il soutient largement les gouvernements successifs.

## Troisième groupe 1914-1919
L'aile gauche du précédent groupe se poursuit sous le nom de groupe de Républicains de gauche.
Après les législatives de 1914, le groupe baptisé "Gauche démocratique" regroupe treize anciens élus de l'Union républicaine et huit des membres les plus à droite de la "Gauche démocratique de 1910-1914", plus douze nouveaux élus.
C'est le lieu de confluence entre l'aile droite ARD et l'aile la plus modérée des progressistes.
Le 13 décembre 1918, la majorité des députés de la Gauche démocratique participe à la création de l'Entente républicaine démocratique (ERD) avec les élus de la Fédération républicaine et de l'Action libérale populaire. Une minorité maintient le groupe jusqu'aux législatives de 1919 avant de rejoindre les autres groupes issus de l'ARD (Républicains de gauche, Gauche républicaine démocratique ou Action républicaine et sociale).

### Membres
| Député                         | Département         | Xe législature | Xe législature      | XIe législature | XIe législature     | XIIe législature | XIIe législature                  |
| ------------------------------ | ------------------- | -------------- | ------------------- | --------------- | ------------------- | ---------------- | --------------------------------- |
| Laurent Amodru                 | Seine-et-Oise       |                | Non-élu             |                 | Gauche démocratique |                  | Républicains de gauche            |
| François Arago                 | Alpes-Maritimes     |                | Non-élu             |                 | Gauche démocratique |                  | Entente républicaine démocratique |
| Charles Aubourg de Boury       | Eure                |                | Union républicaine  |                 | Gauche démocratique |                  | Ne se représente pas              |
| Auguste Bouge                  | Bouches-du-Rhône    |                | Union républicaine  |                 | Gauche démocratique |                  | ne se représente pas              |
| Emmanuel Brousse               | Pyrénées-Orientales |                | Gauche démocratique |                 | Gauche démocratique |                  | Gauche républicaine démocratique  |
| Honoré Cornudet des Chaumettes | Seine-et-Oise       |                | Union républicaine  |                 | Gauche démocratique |                  | Entente républicaine démocratique |
| Édouard Dessein                | Haute-Marne         |                | Non-élu             |                 | Gauche démocratique |                  | Républicains de gauche            |
| Lucien Dior                    | Manche              |                | Union républicaine  |                 | Gauche démocratique |                  | Entente républicaine démocratique |
| Charles Disleau                | Deux-Sèvres         |                | Gauche démocratique |                 | Gauche démocratique |                  | décédé en 1914                    |
| Félix Drelon                   | Marne               |                | Gauche démocratique |                 | Gauche démocratique |                  | Battu                             |
| Auguste Failliot               | Seine               |                | Gauche démocratique |                 | Gauche démocratique |                  | Battu                             |
| Pierre Forgeot                 | Marne               |                | Non élu             |                 | Gauche démocratique |                  | Action républicaine et sociale    |
| Édouard Gaffier                | Aveyron             |                | Union républicaine  |                 | Gauche démocratique |                  | Ne se représente pas              |
| Henri Galli                    | Seine               |                | Non élu             |                 | Gauche démocratique |                  | Entente républicaine démocratique |
| James Hennessy                 | Charente            |                | Union républicaine  |                 | Gauche démocratique |                  | Gauche républicaine démocratique  |
| Jean Hennessy                  | Charente            |                | Union républicaine  |                 | Gauche démocratique |                  | Républicain socialiste            |
| André-Paul Houbé               | Algérie française   |                | Gauche démocratique |                 | Gauche démocratique |                  | Battu                             |
| Prosper Josse                  | Eure                |                | Union républicaine  |                 | Gauche démocratique |                  | Entente républicaine démocratique |
| Paul Lacave-Laplagne           | Hautes-Pyrénées     |                | Non élu             |                 | Gauche démocratique |                  | Ne se représente pas              |
| Ernest Lairolle                | Alpes-Maritimes     |                | Union républicaine  |                 | Gauche démocratique |                  | ne se représente pas              |
| Gilbert Laurent                | Loire               |                | Gauche démocratique |                 | Gauche démocratique |                  | Entente républicaine démocratique |
| René Le Brecq                  | Loiret              |                | Non élu             |                 | Gauche démocratique |                  | Entente républicaine démocratique |
| Henri Mignot-Bozérian          | Eure-et-Loir        |                | Gauche démocratique |                 | Gauche démocratique |                  | Gauche républicaine démocratique  |
| Léon Nérel                     | Pyrénées-Orientales |                | Non élu             |                 | Gauche démocratique |                  | Battu                             |
| Germain Perier                 | Saône-et-Loire      |                | Gauche démocratique |                 | Gauche démocratique |                  | Décédé en 1916                    |
| Flaminius Raiberti             | Alpes-Maritimes     |                | Union républicaine  |                 | Gauche démocratique |                  | Entente républicaine démocratique |
| Paul Ribeyre                   | Haute-Loire         |                | Non élu             |                 | Gauche démocratique |                  | Battu                             |
| Albert Seydoux                 | Nord                |                | Union républicaine  |                 | Gauche démocratique |                  | Décédé en 1918                    |
| Laurent Théveny                | Aube                |                | Gauche démocratique |                 | Gauche démocratique |                  | Gauche républicaine démocratique  |
| Joseph Thierry                 | Bouches-du-Rhône    |                | Union républicaine  |                 | Gauche démocratique |                  | Décédé en 1918                    |
| Thierry-Delanoue               | Aube                |                | Union républicaine  |                 | Gauche démocratique |                  | Battu                             |
| André Thome                    | Seine-et-Oise       |                | Non élu             |                 | Gauche démocratique |                  | Décédé en 1916                    |
| Lazare Weiller                 | Charente            |                | Non élu             |                 | Gauche démocratique |                  | Battu                             |

## Au Sénat
Un groupe homonyme existe : la Gauche démocratique du Sénat. C'est le groupe du parti radical et de ceux qui lui sont proches.